# Piłka ręczna na Letnich Igrzyskach Olimpijskich 2012 – składy kobiet
Artykuł grupuje składy wszystkich reprezentacji narodowych w piłce ręcznej, które wystąpiły w turnieju olimpijskim 2012 odbywającym się w Londynie.
- Przynależność klubowa i wiek na lipiec 2012.
- Zawodnicy oznaczone literą K to kapitanowie reprezentacji.
- Legenda: 
 Nr - numer zawodniczki
 B - bramkarka 
 S - skrzydłowa 
 R - rozgrywająca 
 O - obrotowa

## Angola
- Trener: Vivaldo Eduardo[1]

| Nr     | Imię i nazwisko  | Data urodzenia (wiek)          | Wzrost (cm) | Waga (kg) | Klub                      | Pozycja      |
| ------ | ---------------- | ------------------------------ | ----------- | --------- | ------------------------- | ------------ |
| 1      | Neyde Barbosa    | 23 września 1980(dts) (31)     | 181         | 82        | Atlético Petroleos Luanda | Bramkarka    |
| 2      | Joelma Viegas    | 15 października 1986(dts) (25) | 168         | 64        | Primeiro de Agosto Luanda | Skrzydłowa   |
| 5      | Edith Mbunga     | 16 września 1981(dts) (30)     | 177         | 67        | Atlético Sport Aviação    | Obrotowa     |
| 7      | Carolina Morais  | 13 kwietnia 1986(dts) (26)     | 160         | 64        | Primeiro de Agosto Luanda | Skrzydłowa   |
| 8      | Nair Almeida     | 23 stycznia 1984(dts) (28)     | 181         | 68        | Primeiro de Agosto Luanda | Rozgrywająca |
| 9      | Isabel Guialo    | 8 kwietnia 1990(dts) (22)      | 172         | 70        | Atlético Sport Aviação    | Rozgrywająca |
| 10     | Isabel Fernandes | 5 czerwca 1985(dts) (27)       | 184         | 84        | Atlético Petroleos Luanda | Rozgrywająca |
| 11     | Luisa Kiala      | 25 stycznia 1982(dts) (30)     | 173         | 60        | Atlético Petroleos Luanda | Rozgrywająca |
| 12     | Cristina Direito | 15 marca 1985(dts) (27)        | 174         | 68        | Primeiro de Agosto Luanda | Bramkarka    |
| 14     | Natalia Bernardo | 11 stycznia 1981(dts) (31)     | 169         | 50        | Atlético Petroleos Luanda | Skrzydłowa   |
| 15     | Azenaide Carlos  | 14 czerwca 1990(dts) (22)      | 169         | 64        | Primeiro de Agosto Luanda | Rozgrywająca |
| 17     | Ana Barros       | 16 lutego 1993(dts) (19)       | 173         | 70        | Atlético Petroleos Luanda | Obrotowa     |
| 18 (K) | Marcelina Kiala  | 9 listopada 1979(dts) (32)     | 183         | 74        | Atlético Petroleos Luanda | Rozgrywająca |
| 20     | Marta Santos     | 25 grudnia 1988(dts) (23)      | 158         | 52        | Atlético Petroleos Luanda | Skrzydłowa   |
| 21     | Magda Cazanga    | 28 maja 1991(dts) (21)         | 172         | 62        | Atlético Petroleos Luanda | Rozgrywająca |

## Brazylia
- Trener: Morten Soubak[2][3]

| Nr    | Imię i nazwisko         | Data urodzenia (wiek)          | Wzrost (cm) | Waga (kg) | Klub                    | Pozycja      |
| ----- | ----------------------- | ------------------------------ | ----------- | --------- | ----------------------- | ------------ |
| 1     | Chana Masson            | 18 grudnia 1978(dts) (33)      | 183         | 75        | Randers HK              | Bramkarka    |
| 2     | Fabiana Diniz           | 13 maja 1981(dts) (31)         | 183         | 71        | Hypo Niederösterreich   | Obrotowa     |
| 3 (K) | Alexandra Do Nascimento | 16 września 1981(dts) (30)     | 177         | 67        | Hypo Niederösterreich   | Skrzydłowa   |
| 4     | Samira Rocha            | 26 stycznia 1989(dts) (23)     | 170         | 65        | Hypo Niederösterreich   | Skrzydłowa   |
| 5     | Daniela Piedade         | 2 marca 1979(dts) (33)         | 172         | 72        | RK Krim                 | Obrotowa     |
| 8     | Fernanda da Silva       | 25 września 1989(dts) (22)     | 176         | 68        | Hypo Niederösterreich   | Skrzydłowa   |
| 9     | Ana Paula Rodrigues     | 18 października 1987(dts) (22) | 172         | 64        | Hypo Niederösterreich   | Rozgrywająca |
| 10    | Jéssica Quintino        | 16 kwietnia 1991(dts) (22)     | 176         | 65        | A.D. Blumenau           | Rozgrywająca |
| 15    | Silvia Pinheiro         | 11 stycznia 1981(dts) (31)     | 178         | 75        | Toulon Saint Cyr Var HB | Rozgrywająca |
| 16    | Mayssa Pessoa           | 11 sierpnia 1984(dts) (27)     | 180         | 67        | Issy Paris Hand         | Bramkarka    |
| 18    | Eduarda Amorim          | 23 marca 1986(dts) (26)        | 186         | 84        | Győri ETO KC            | Rozgrywająca |
| 20    | Francine Moraes         | 1 stycznia 1981(dts) (31)      | 172         | 63        | Hypo Niederösterreich   | Rozgrywająca |
| 22    | Mayara Moura            | 5 grudnia 1986(dts) (25)       | 170         | 76        | Hypo Niederösterreich   | Rozgrywająca |
| 23    | Jaqueline Anastácio     | 9 listopada 1987(dts) (24)     | 173         | 69        | Gjøvik HK               | Rozgrywająca |
| 81    | Deonise Cavaleiro       | 20 czerwca 1983(dts) (29)      | 180         | 73        | Hypo Niederösterreich   | Rozgrywająca |

## Chorwacja
- Trener: Vladimir Canjuga[4][5]

| Nr    | Imię i nazwisko         | Data urodzenia (wiek)       | Wzrost (cm) | Waga (kg) | Klub                 | Pozycja      |
| ----- | ----------------------- | --------------------------- | ----------- | --------- | -------------------- | ------------ |
| 1     | Jelena Grubišić         | 20 stycznia 1987(dts) (25)  | 184         | 75        | RK Krim              | Bramkarka    |
| 2 (K) | Miranda Tatari          | 20 września 1983(dts) (28)  | 174         | 70        | Podravka Koprivnica  | Rozgrywająca |
| 5     | Dijana Jovetić          | 3 sierpnia 1985(dts) (26)   | 185         | 82        | RK Krim              | Obrotowa     |
| 6     | Andrea Šerić            | 12 lipca 1976(dts) (36)     | 192         | 97        | RK Krim              | Rozgrywająca |
| 8     | Anita Gaće              | 14 kwietnia 1983(dts) (29)  | 177         | 69        | Podravka Koprivnica  | Skrzydłowa   |
| 9     | Maida Arslanagić        | 20 kwietnia 1984(dts) (28)  | 185         | 68        | KIF Vejen            | Rozgrywająca |
| 10    | Nikica Pušić-Koroljević | 19 marca 1983(dts) (29)     | 177         | 62        | RK Lokomotiv Zagrzeb | Skrzydłowa   |
| 13    | Lidija Horvat           | 5 maja 1982(dts) (30)       | 184         | 74        | Podravka Koprivnica  | Rozgrywająca |
| 14    | Kristina Franić         | 22 maja 1987(dts) (25)      | 180         | 66        | RK Krim              | Rozgrywająca |
| 15    | Andrea Penezić          | 13 listopada 1985(dts) (26) | 186         | 76        | RK Krim              | Rozgrywająca |
| 16    | Ivana Jelčić            | 16 marca 1980(dts) (32)     | 179         | 70        | Podravka Koprivnica  | Bramkarka    |
| 18    | Ivana Lovrić            | 1 września 1984(dts) (27)   | 173         | 70        | ŽRK Samobor          | Rozgrywająca |
| 20    | Vesna Milanović-Litre   | 30 maja 1986(dts) (26)      | 180         | 72        | Podravka Koprivnica  | Obrotowa     |
| 29    | Sonja Bašić             | 26 listopada 1987(dts) (24) | 183         | 82        | RK Lokomotiv Zagrzeb | Rozgrywająca |

## Czarnogóra
- Trener: Dragan Adžić[6][7]

| Nr     | Imię i nazwisko     | Data urodzenia (wiek)          | Wzrost (cm) | Waga (kg) | Klub                        | Pozycja      |
| ------ | ------------------- | ------------------------------ | ----------- | --------- | --------------------------- | ------------ |
| 1      | Marina Vukčević     | 24 sierpnia 1983(dts) (28)     | 178         | 74        | Budućnost Podgorica         | Bramkarka    |
| 2      | Radmila Miljanić    | 19 kwietnia 1988(dts) (24)     | 174         | 60        | Budućnost Podgorica         | Skrzydłowa   |
| 4      | Jovanka Radičević   | 23 października 1986(dts) (25) | 169         | 66        | Győri ETO KC                | Skrzydłowa   |
| 5      | Ana Đokić           | 9 lutego 1979(dts) (33)        | 169         | 66        | Budućnost Podgorica         | Obrotowa     |
| 8      | Marija Jovanović    | 26 grudnia 1985(dts) (26)      | 182         | 66        | C.S. Oltchim Râmnicu Vâlcea | Rozgrywająca |
| 9      | Ana Radović         | 21 sierpnia 1986(dts) (25)     | 176         | 62        | Budućnost Podgorica         | Rozgrywająca |
| 10     | Anđela Bulatović    | 15 stycznia 1987(dts) (25)     | 175         | 67        | Budućnost Podgorica         | Rozgrywająca |
| 12     | Sonja Barjaktarović | 11 września 1986(dts) (25)     | 183         | 72        | Budućnost Podgorica         | Bramkarka    |
| 14     | Maja Savić          | 24 czerwca 1976(dts) (36)      | 176         | 65        | Budućnost Podgorica         | Skrzydłowa   |
| 17 (K) | Bojana Popović      | 30 marca 1980(dts) (32)        | 185         | 74        | Budućnost Podgorica         | Rozgrywająca |
| 20     | Jasna Tošković      | 16 marca 1989(dts) (23)        | 189         | 85        | Békéscsabai Előre NKSE      | Rozgrywająca |
| 26     | Suzana Lazović      | 28 stycznia 1992(dts) (20)     | 176         | 72        | Budućnost Podgorica         | Obrotowa     |
| 32     | Katarina Bulatović  | 15 listopada 1984(dts) (27)    | 186         | 73        | C.S. Oltchim Râmnicu Vâlcea | Rozgrywająca |
| 77     | Majda Mehmedović    | 25 maja 1990(dts) (22)         | 169         | 63        | Budućnost Podgorica         | Skrzydłowa   |
| 90     | Milena Knežević     | 25 maja 1990(dts) (22)         | 178         | 67        | Budućnost Podgorica         | Rozgrywająca |

## Dania
- Trener: Jan Pytlick[8]

| Nr     | Imię i nazwisko               | Data urodzenia (wiek)          | Wzrost (cm) | Waga (kg) | Klub                          | Pozycja      |
| ------ | ----------------------------- | ------------------------------ | ----------- | --------- | ----------------------------- | ------------ |
| 2      | Mette Sall                    | 3 czerwca 1980(dts) (32)       | 170         | 58        | Randers HK                    | Obrotowa     |
| 4      | Susan Thorsgaard              | 13 października 1988(dts) (23) | 189         | 79        | FC Midtjylland                | Obrotowa     |
| 5      | Mie Augustesen                | 25 lipca 1988(dts) (24)        | 177         | 77        | Thüringer HC                  | Skrzydłowa   |
| 9      | Camilla Dalby                 | 15 maja 1988(dts) (24)         | 182         | 69        | Randers HK                    | Rozgrywająca |
| 10     | Christina Krogshede           | 4 listopada 1981(dts) (30)     | 172         | 69        | Frederiksberg Idræts-Forening | Rozgrywająca |
| 12     | Karin Mortensen               | 26 września 1977(dts) (34)     | 182         | 77        | Frederiksberg Idræts-Forening | Bramkarka    |
| 15     | Pernille Holst Larsen         | 6 września 1984(dts) (27)      | 184         | 76        | Viborg HK                     | Rozgrywająca |
| 16     | Christina Pedersen            | 15 grudnia 1982(dts) (29)      | 182         | 74        | Viborg HK                     | Bramkarka    |
| 18     | Louise Burgaard               | 17 grudnia 1992(dts) (19)      | 178         | 72        | Team Tvis Holstebro           | Skrzydłowa   |
| 19     | Line Jørgensen                | 31 grudnia 1989(dts) (22)      | 186         | 74        | FC Midtjylland                | Rozgrywająca |
| 22     | Trine Troelsen                | 2 maja 1985(dts) (27)          | 172         | 71        | FC Midtjylland                | Rozgrywająca |
| 23     | Ann Grete Osterballe-Nørgaard | 15 września 1983(dts) (28)     | 173         | 58        | Randers HK                    | Rozgrywająca |
| 24     | Berit Kristensen              | 2 sierpnia 1983(dts) (28)      | 162         | 58        | Team Tvis Holstebro           | Skrzydłowa   |
| 25 (K) | Rikke Skov                    | 7 września 1980(dts) (31)      | 180         | 72        | Viborg HK                     | Rozgrywająca |
| 26     | Louise Spellerberg            | 1 października 1982(dts) (29)  | 178         | 69        | FC Midtjylland                | Obrotowa     |

## Francja
- Trener: Olivier Krumbholz[9][10]

| Nr | Imię i nazwisko       | Data urodzenia (wiek)      | Wzrost (cm) | Waga (kg) | Klub                        | Pozycja      |
| -- | --------------------- | -------------------------- | ----------- | --------- | --------------------------- | ------------ |
| 3  | Dancette Blandine     | 14 lutego 1988(dts) (24)   | 169         | 60        | HBC Nîmes                   | Skrzydłowa   |
| 4  | Nina Kamto Njitam     | 25 marca 1983(dts) (29)    | 178         | 74        | Metz HB                     | Obrotowa     |
| 5  | Camille Ayglon        | 21 maja 1985(dts) (27)     | 180         | 70        | HBC Nîmes                   | Rozgrywająca |
| 7  | Allison Pineau        | 2 maja 1989(dts) (23)      | 181         | 66        | C.S. Oltchim Râmnicu Vâlcea | Rozgrywająca |
| 8  | Claudine Mendy        | 8 stycznia 1990(dts) (22)  | 182         | 76        | Budućnost Podgorica         | Rozgrywająca |
| 9  | Paule Baudouin        | 2 maja 1989(dts) (23)      | 172         | 58        | Le Havre AC                 | Skrzydłowa   |
| 10 | Sophie Herbrecht      | 13 lutego 1982(dts) (30)   | 174         | 66        | Toulon Saint Cyr Var HB     | Rozgrywająca |
| 12 | Amandine Leynaud      | 2 maja 1986(dts) (26)      | 178         | 64        | C.S. Oltchim Râmnicu Vâlcea | Bramkarka    |
| 14 | Marie-Paule Gnabouyou | 4 marca 1988(dts) (24)     | 186         | 79        | Toulon Saint Cyr Var HB     | Rozgrywająca |
| 16 | Cléopatre Darleux     | 1 lipca 1989(dts) (23)     | 176         | 72        | Handball féminin Arvor 29   | Bramkarka    |
| 17 | Siraba Dembele        | 28 czerwca 1986(dts) (26)  | 172         | 64        | Toulon Saint Cyr Var HB     | Rozgrywająca |
| 18 | Audrey Deroin         | 6 września 1989(dts) (22)  | 176         | 69        | Toulon Saint Cyr Var HB     | Rozgrywająca |
| 20 | Raphaëlle Tervel      | 21 kwietnia 1979(dts) (33) | 178         | 66        | Itxako Reyno de Navarra     | Skrzydłowa   |
| 24 | Mariama Signate       | 22 lipca 1985(dts) (27)    | 186         | 84        | Issy Paris HB               | Rozgrywająca |
| 64 | Alexandra Lacrabere   | 27 kwietnia 1987(dts) (25) | 177         | 70        | Handball féminin Arvor 29   | Rozgrywająca |

## Hiszpania
- Trener: Jorge Dueñas[11]

| Nr    | Imię i nazwisko    | Data urodzenia (wiek)       | Wzrost (cm) | Waga (kg) | Klub                        | Pozycja      |
| ----- | ------------------ | --------------------------- | ----------- | --------- | --------------------------- | ------------ |
| 3     | Andrea Barnó       | 4 stycznia 1980(dts) (32)   | 174         | 63        | Itxako Reyno de Navarra     | Rozgrywająca |
| 4     | Carmen Martín      | 29 maja 1988(dts) (24)      | 169         | 62        | RK Krim                     | Skrzydłowa   |
| 6     | Nely Carla Alberto | 2 lipca 1983(dts) (29)      | 179         | 90        | Le Havre AC                 | Rozgrywająca |
| 7     | Beatriz Fernández  | 19 marca 1985(dts) (7)      | 180         | 70        | Balonmano Bera Bera         | Rozgrywająca |
| 8     | Verónica Cuadrado  | 8 marca 1979(dts) (33)      | 182         | 76        | Randers HK                  | Obrotowa     |
| 9 (K) | Marta Mangué       | 23 marca 1984(dts) (28)     | 170         | 74        | RK Zaječar                  | Rozgrywająca |
| 10    | Macarena Aguilar   | 12 marca 1985(dts) (27)     | 170         | 60        | Itxako Reyno de Navarra     | Rozgrywająca |
| 12    | Silvia Navarro     | 20 marca 1979(dts) (33)     | 162         | 65        | C.S. Oltchim Râmnicu Vâlcea | Bramkarka    |
| 13    | Jessica Alonso     | 20 września 1983(dts) (28)  | 175         | 65        | Itxako Reyno de Navarra     | Skrzydłowa   |
| 14    | Elisabeth Chávez   | 17 listopada 1990(dts) (21) | 192         | 77        | BM Sagunto                  | Rozgrywająca |
| 17    | Elisabeth Pinedo   | 13 maja 1981(dts) (31)      | 174         | 67        | Balonmano Bera Bera         | Skrzydłowa   |
| 18    | Begoña Fernández   | 22 marca 1980(dts) (32)     | 183         | 71        | RK Zaječar                  | Obrotowa     |
| 21    | Vanessa Amorós     | 7 grudnia 1981(dts) (30)    | 167         | 71        | BM Alicante                 | Skrzydłowa   |
| 30    | Patricia Elorza    | 8 kwietnia 1984(dts) (28)   | 180         | 80        | BM Castro Urdiales          | Rozgrywająca |
| 39    | Mihaela Ciobanu    | 30 stycznia 1973(dts) (39)  | 175         | 72        | BM Alcobendas               | Bramkarka    |

## Korea Południowa
- Trener: Kang Jae-won[12]

| Nr     | Imię i nazwisko | Data urodzenia (wiek)          | Wzrost (cm) | Waga (kg) | Klub               | Pozycja      |
| ------ | --------------- | ------------------------------ | ----------- | --------- | ------------------ | ------------ |
| 1      | Ju Hui          | 4 listopada 1989(dts) (22)     | 179         | 73        | Daegu Handball     | Bramkarka    |
| 2      | Woo Sun-hee     | 1 lipca 1978(dts) (34)         | 170         | 57        | Samcheok Handball  | Skrzydłowa   |
| 3      | Kim On-a        | 6 września 1988(dts) (23)      | 169         | 62        | Incheon Handball   | Rozgrywająca |
| 5      | Jung Yu-ra      | 6 lutego 1992(dts) (20)        | 170         | 61        | Daegu Handball     | Skrzydłowa   |
| 7      | Gwon Han-na     | 22 listopada 1989(dts) (22)    | 172         | 70        | Seul Handball      | Rozgrywająca |
| 9      | Kim Cha-youn    | 10 lutego 1981(dts) (31)       | 174         | 70        | Omron Handball     | Obrotowa     |
| 10     | Lee Mi-gyeong   | 2 października 1991(dts) (20)  | 165         | 66        | Seul Handball      | Rozgrywająca |
| 11     | Ryu Eun-hee     | 24 lutego 1990(dts) (22)       | 180         | 74        | Incheon Handball   | Rozgrywająca |
| 12     | Moon Kyeong-ha  | 29 maja 1980(dts) (32)         | 174         | 64        | Gyeongnam Handball | Bramkarka    |
| 13 (K) | Kim Cheong-shim | 8 lutego 1976(dts) (36)        | 178         | 67        | SK Lubricant       | Obrotowa     |
| 17     | Sim Hae-in      | 31 października 1987(dts) (24) | 176         | 68        | Samcheok Handball  | Rozgrywająca |
| 19     | Choi Im-jeong   | 14 lutego 1981(dts) (31)       | 182         | 72        | Daegu Handball     | Rozgrywająca |
| 20     | Jung Ji-hael    | 6 marca 1985(dts) (27)         | 166         | 61        | Samcheok Handball  | Bramkarka    |
| 21     | Jo Hyo-bi       | 15 lipca 1991(dts) (21)        | 165         | 60        | Incheon Handball   | Skrzydłowa   |
| 33     | Lee Eun-bi      | 23 października 1990(dts) (21) | 163         | 56        | Busan Handball     | Skrzydłowa   |

## Norwegia
- Trener: Thorir Hergeirsson[13][14]

| Nr    | Imię i nazwisko               | Data urodzenia (wiek)       | Wzrost (cm) | Waga (kg) | Klub            | Pozycja      |
| ----- | ----------------------------- | --------------------------- | ----------- | --------- | --------------- | ------------ |
| 1     | Kari Aalvik Grimsbø           | 4 stycznia 1985(dts) (27)   | 180         | 60        | Team Esbjerg    | Bramkarka    |
| 3     | Karoline Næss                 | 24 lipca 1987(dts) (25)     | 178         | 74        | Stabæk Håndball | Rozgrywająca |
| 5     | Ida Alstad                    | 13 czerwca 1985(dts) (27)   | 172         | 74        | Byåsen IL       | Rozgrywająca |
| 6     | Heidi Løke                    | 12 grudnia 1982(dts) (29)   | 173         | 70        | Győri ETO KC    | Obrotowa     |
| 7     | Tonje Nøstvold                | 7 maja 1985(dts) (27)       | 178         | 66        | Byåsen IL       | Rozgrywająca |
| 8 (K) | Karoline Dyhre Breivang       | 10 maja 1980(dts) (32)      | 172         | 58        | Larvik HK       | Rozgrywająca |
| 9     | Kristine Lunde-Borgersen      | 30 marca 1980(dts) (32)     | 183         | 76        | IK Våg          | Rozgrywająca |
| 11    | Kari Mette Johansen           | 11 stycznia 1979(dts) (33)  | 172         | 64        | Larvik HK       | Skrzydłowa   |
| 13    | Marit Malm Frafjord           | 25 listopada 1985(dts) (26) | 182         | 79        | Viborg HK       | Obrotowa     |
| 16    | Katrine Lunde Haraldsen       | 30 marca 1980(dts) (32)     | 181         | 72        | Győri ETO KC    | Bramkarka    |
| 17    | Linn-Jørum Sulland            | 15 lipca 1984(dts) (28)     | 178         | 68        | Larvik HK       | Rozgrywająca |
| 18    | Linn-Kristin Koren-Riegelhuth | 1 sierpnia 1984(dts) (27)   | 175         | 69        | Larvik HK       | Skrzydłowa   |
| 21    | Gøril Snorroeggen             | 15 lutego 1985(dts) (27)    | 177         | 66        | Team Esbjerg    | Rozgrywająca |
| 22    | Amanda Kurtovic               | 25 lipca 1991(dts) (21)     | 175         | 70        | Larvik HK       | Rozgrywająca |

## Rosja
- Trener: Jewgienij Triefiłow[15][16]

| Nr    | Imię i nazwisko        | Data urodzenia (wiek)          | Wzrost (cm) | Waga (kg) | Klub                        | Pozycja      |
| ----- | ---------------------- | ------------------------------ | ----------- | --------- | --------------------------- | ------------ |
| 5 (K) | Ludmiła Postnowa       | 11 sierpnia 1984(dts) (27)     | 185         | 75        | Zwiezda Zwienigorod         | Rozgrywająca |
| 7     | Ludmiła Bodnijewa      | 15 października 1978(dts) (33) | 180         | 72        | RK Krim                     | Obrotowa     |
| 10    | Jekatierina Dawydienko | 7 marca 1989(dts) (23)         | 184         | 70        | Łada Togliatti              | Rozgrywająca |
| 11    | Olga Lewina            | 4 marca 1985(dts) (27)         | 180         | 75        | Dinamo Wołgograd            | Rozgrywająca |
| 12    | Anna Siedojkina        | 1 sierpnia 1984(dts) (27)      | 190         | 80        | Dinamo Wołgograd            | Bramkarka    |
| 15    | Natalja Szypiłowa      | 31 grudnia 1979(dts) (32)      | 184         | 83        | Łada Togliatti              | Obrotowa     |
| 16    | Marija Sidorowa        | 21 listopada 1979(dts) (32)    | 178         | 64        | Łada Togliatti              | Bramkarka    |
| 18    | Nadieżda Murawjowa     | 30 czerwca 1980(dts) (32)      | 186         | 75        | Łada Togliatti              | Rozgrywająca |
| 19    | Jekatierina Wietkowa   | 1 sierpnia 1986(dts) (25)      | 180         | 70        | C.S. Oltchim Râmnicu Vâlcea | Obrotowa     |
| 21    | Wiktorija Żylinskajte  | 6 marca 1988(dts) (24)         | 188         | 80        | Łada Togliatti              | Rozgrywająca |
| 22    | Jekaterina Marennikowa | 29 kwietnia 1982(dts) (30)     | 173         | 70        | Łada Togliatti              | Skrzydłowa   |
| 24    | Irina Bliznowa         | 6 października 1986(dts) (25)  | 183         | 73        | Łada Togliatti              | Rozgrywająca |
| 25    | Emilija Turej          | 6 października 1984(dts) (27)  | 175         | 61        | NP GK Rostów nad Donem      | Skrzydłowa   |
| 26    | Tatjana Chmyrowa       | 6 lutego 1990(dts) (22)        | 178         | 68        | Dinamo Wołgograd            | Rozgrywająca |
| 29    | Olga Czernoiwanienko   | 17 kwietnia 1989(dts) (23)     | 175         | 62        | Łada Togliatti              | Skrzydłowa   |

## Szwecja
- Trener: Per Johansson[17]

| Nr     | Imię i nazwisko               | Data urodzenia (wiek)         | Wzrost (cm) | Waga (kg) | Klub                          | Pozycja      |
| ------ | ----------------------------- | ----------------------------- | ----------- | --------- | ----------------------------- | ------------ |
| 2      | Ulrika Ågren                  | 13 lipca 1987(dts) (25)       | 176         | 74        | Team Esbjerg                  | Obrotowa     |
| 3      | Kristina Flognman             | 29 czerwca 1981(dts) (31)     | 178         | 77        | Toulon Saint Cyr Var Handball | Obrotowa     |
| 4      | Matilda Boson                 | 14 grudnia 1981(dts) (30)     | 176         | 64        | Spårvägens HF                 | Skrzydłowa   |
| 5      | Hanna Fogelström              | 8 listopada 1990(dts) (21)    | 179         | 62        | IK Sävehof                    | Rozgrywająca |
| 6      | Therese Islas Helgesson       | 22 lipca 1983(dts) (29)       | 169         | 60        | Toulon Saint Cyr Var Handball | Rozgrywająca |
| 8      | Jamina Roberts                | 28 maja 1990(dts) (22)        | 175         | 63        | IK Sävehof                    | Rozgrywająca |
| 10     | Annika Wiel Fredén            | 21 sierpnia 1978(dts) (33)    | 176         | 69        | BK Heid                       | Skrzydłowa   |
| 12     | Gabriella Kain                | 25 marca 1981(dts) (31)       | 179         | 70        | KIF Kolding                   | Bramkarka    |
| 15     | Johanna Ahlm                  | 3 października 1987(dts) (24) | 175         | 69        | Viborg HK                     | Rozgrywająca |
| 16     | Cecilia Skagerstam Grubbström | 3 września 1986(dts) (25)     | 178         | 80        | Viborg HK                     | Bramkarka    |
| 17     | Linnea Torstenson             | 30 marca 1983(dts) (29)       | 186         | 78        | RK Krim                       | Rozgrywająca |
| 18 (K) | Johanna Wiberg                | 6 września 1983(dts) (28)     | 184         | 78        | Eslövs IK                     | Obrotowa     |
| 20     | Isabelle Gulldén              | 29 czerwca 1989(dts) (23)     | 178         | 68        | Viborg HK                     | Rozgrywająca |
| 22     | Jessica Helleberg             | 20 lutego 1986(dts) (26)      | 172         | 74        | Team Esbjerg                  | Skrzydłowa   |
| 31     | Anna-Maria Johansson          | 15 lutego 1982(dts) (30)      | 184         | 73        | Metz HB                       | Rozgrywająca |

## Wielka Brytania
- Trener: Jesper Holmris[18]

| Nr    | Imię i nazwisko   | Data urodzenia (wiek)       | Wzrost (cm) | Waga (kg) | Klub             | Pozycja      |
| ----- | ----------------- | --------------------------- | ----------- | --------- | ---------------- | ------------ |
| 1     | Sarah Hargreaves  | 17 maja 1989(dts) (23)      | 185         | 84        | Slagelse FH      | Bramkarka    |
| 3     | Holly Lam-Moores  | 12 września 1990(dts) (22)  | 169         | 67        | Viborg HK        | Skrzydłowa   |
| 4     | Zoë van der Weel  | 14 listopada 1990(dts) (30) | 161         | 61        | GB Handball Team | Skrzydłowa   |
| '5    | Nina Heglund      | 24 lipca 1993(dts) (19)     | 170         | 68        | GB Handball Team | Rozgrywająca |
| 7 (K) | Lynn McCafferty   | 16 kwietnia 1979(dts) (33)  | 168         | 64        | GB Handball Team | Rozgrywająca |
| 8     | Louise Jukes      | 14 kwietnia 1984(dts) (28)  | 168         | 75        | GB Handball Team | Obrotowa     |
| 9     | Britt Goodwin     | 24 kwietnia 1983(dts) (29)  | 163         | 68        | GB Handball Team | Skrzydłowa   |
| 10    | Kelsi Fairbrother | 5 sierpnia 1989(dts) (22)   | 160         | 68        | Team Esbjerg     | Skrzydłowa   |
| 11    | Lyn Byl           | 1 grudnia 1979(dts) (32)    | 172         | 67        | GB Handball Team | Obrotowa     |
| 13    | Yvonne Leuthold   | 30 stycznia 1980(dts) (32)  | 178         | 74        | GB Handball Team | Rozgrywająca |
| 17    | Ewa Pailies       | 30 stycznia 1989(dts) (23)  | 173         | 72        | GB Handball Team | Rozgrywająca |
| 21    | Kathryn Fudge     | 10 listopada 1989(dts) (22) | 183         | 70        | GB Handball Team | Rozgrywająca |
| 66    | Jane Mayes        | 10 stycznia 1989(dts) (23)  | 173         | 82        | GB Handball Team | Bramkarka    |
| 83    | Marie Gerbron     | 23 grudnia 1986(dts) (25)   | 166         | 64        | GB Handball Team | Rozgrywająca |